# Ihor Huź
Ihor Huź (ukr. Ігор Гузь, ur. 11 stycznia 1982 w Łucku) – ukraiński polityk, deputowany do Rady Najwyższej Ukrainy, VIII oraz IX kadencji. W 2019 r. został wybrany po raz drugi w jednomandatowym okręgu wyborczym nr 19 (obwód wołyński) jako kandydat bezpartyjny. Wiceprzewodniczący komitetu Rady Najwyższej Ukrainy do spraw organizacji władzy państwowej, samorządu lokalnego, rozwoju regionalnego i rozwoju miast. Członek grupy deputowanych „Za Przyszłość” w Radzie Najwyższej. Delegat z Ukrainy do Zgromadzenia Parlamentarnego Organizacji Współpracy Gospodarczej Morza Czarnego (ukr. skrót: ПАЧЕС).

## Biografia
Urodził się w Łucku. Rodzina ze strony matki pochodzi ze wsi Świrże, znajdującej się na Chełmszczyźnie, a ze strony ojcowskiej - ze wsi Smidyn, rejon starowyżewski, obwód wołyński. Ukończył szkołę średnią nr 19 w Łucku. Absolwent Wołyńskiego Uniwersytetu Państwowego im. Łesi Ukrainki, specjalność  - „politolog, wykładowca nauk politycznych”.

## Udział w akcji „Ukraina bez Kuczmy”
2001 - Koordynator Oddziału Wołyńskiego Komitetu „Za Prawdę!”. 9 marca 2001 roku został aktywnym uczestnikiem kampanii „Ukraina bez Kuczmy”. Morderstwo Gongadze było katalizatorem takiego oporu. Tego dnia brał udział w szturmie policyjnej granicy, która została zorganizowana dla bezpieczeństwa Kuczmy w pobliżu głównego budynku Uniwersytetu Kijowskiego im. Szewczenki. Z tego powodu został pobity i zatrzymany przez „Berkut” wraz z innymi studentami. Spędził kilka dni w areszcie. W sumie po akcji Huź przeszedł około 10 przesłuchań Służby Bezpieczeństwa Ukrainy, Ministerstwa Spraw Wewnętrznych i Prokuratury Generalnej.
15 marca 2018 r. na posiedzeniu Rady Najwyższej wraz ze swoimi sojusznikami żądał przyjęcia przez Parlament rezolucji w sprawie rehabilitacji 17 działaczy, którzy zostali skazani na polecenie prezydenta Kuczmy.

## Akcja „Czarnobylski Szlak” i zatrzymanie na Białorusi
26 marca 2005 r. razem z  innymi członkami „Sojuszu Narodowego” (ukr. Національний Альянс), popierając członków opozycji białoruskiej w obaleniu reżimu Łukaszenki, dołączył się do protestów setki innych aktywistów. Jeszcze wtedy protestujący domagali się dymisji prezydenta Białorusi i uwolnienia uwięzionych wspólników.
Protest został brutalnie stłumiony przez białoruskie oddziały prewencji. Ihor i jego wspólnicy zostali aresztowani i uwięzieni w areszcie śledczym w Mińsku. Protestując, więźni rozpoczęli strajk głodowy i po 10 dniach zostali zwolnieni. Również za udział w akcjach protestacyjnych wszyscy przedstawiciele „Sojuszu Narodowego” zostali deportowani z Białorusi na 5 lat.
Nawet po 10 latach Ihor Huź nie został wpuszczony na Białoruś, gdy próbował przyjechać do kraju, aby wziąć udział w akcji „Czarnobylski Szlak”.

## Praca w organach samorządu terytorialnego
W marcu 2002 r. został wybrany deputowanym do Rady Miasta Łuck od okręgu wyborczego nr 44. Był członkiem komisji zajmującej się młodzieżą, edukacją i nauką.
W marcu 2006 r. został wybrany deputowanym do Wołyńskiej Rady Obwodowej na liście bloku wyborczego „Nasza Ukraina”. Był przewodniczącym stałej komisji parlamentarnej ds. polityki młodzieżowej, sportu i turystyki.
Od 2007 do 2011 r. - doradca prezydenta miasta Łuck, naczelny departamentu ds. rodziny i młodzieży Rady Miasta Łucka.
W październiku 2010 r. został wybrany deputowanym do Wołyńskiej Rady Obwodowej w jednomandatowym okręgu wyborczym nr 27 (rejon starowyżewski). Był członkiem komisji ds.budżetu, finansów i polityki cenowej.
20 lutego 2014 r. został wybrany wiceprzewodniczącym Wołyńskiej Rady Obwodowej.

## Działalność podczas Euromajdanu
Był jednym z koordynatorów łuckiego Euromajdanu. Za udział w akcjach protestacyjnych organy ścigania wszczęły postępowanie karne przeciwko Ihora Huzia za popełnienie przestępstwa na podstawie art. 296 część 2, 295, 341 Kodeksu Karnego. Polityk został oskarżony za „wyniesienie portretów” Wiktora Janukowycza z budynku Wołyńskiej Rady Obwodowej; za wzywanie do działań zagrażających porządkowi publicznemu; za osadzenie budowli państwowych lub publicznych”.
25 grudnia 2013 r. Sąd Rejonowy w Łucku wydał postanowienie o nałożeniu na Ihora Huzia 60-dniowego aresztu domowego za pośrednictwem elektronicznej bransoletki kontrolującej ruch podejrzanego. Ale już 30 grudnia 2013 r. Sąd Apelacyjny Obwodu Wołyńskiego orzekł o złagodzeniu środka powściągliwości wobec podejrzanego.

## Udział w wyborach parlamentarnych
W wyborach parlamentarnych 2012 r. był kandydatem partii “Batkiwszczyna” w jednomandatowym okręgu wyborczym nr 21 (m. Kowel, rejony kowelski, ratnieński, starowyżewski, szacki) i zdobył ponad 36,39% głosów, o jeden procent mniej od rezultatu Stepana Iwachiwa.
W wyborach parlamentarnych 2014 r. był kandydatem jednomandatowego okręgu wyborczego nr 19 od „Frontu Ludowego” (m. Nowowołyńsk, m. Włodzimierz Wołyński, rejony iwanicki, lubomylski, włodzimierz-wołyński) i wygrał z dużą przewagą, uzyskując 30,69% (27 243) głosów.
W 2019 r. uczestniczył w wyborach przedterminowych do Rady Najwyższej w okręgu wyborczym nr 19 jako kandydat bezpartyjny. Według wyników głosowania przedstawionych przez okręgową komisję wyborczą, deputowany wygrał na 217 lokali wyborczych (97,7%) z 222. Wyniki głosowania wykazały 59,69% poparcia. 41 106 głosujących oddało na niego głosy.

## Zagraniczna działalność polityczna
Uczestnik „Czarnobylskiego Szlaku - 2005”  w Mińsku. Skazany na 10 dni aresztu administracyjnego. Deportowany z Białorusi z zakazem wjazdu do tego kraju na 5 lat. Organizacja ochrony praw człowieka “Amnesty International” uznała Ihora Huzia za więźnia sumienia.
25 maja 2016 r. deputowanemu nie zezwolono wjazdu na terytorium Naddniestrzańskiej Republiki Mołdawskiej na spotkanie z diasporą ukraińską.

## Praca w Radzie Najwyższej
Pracując w Radzie Najwyższej VIII kadencji Ihor Huź uczestniczył w 96% posiedzeń i podczas głosowania nie zajmował się „wciskaniem obcych przycisków”. Zgodnie z wynikami działań legislacyjnych, stał się pierwszym w rankingu deputowanych reformatorów wg „Vox Ukraine” i jednym z najbardziej skutecznych parlamentarzystów (wybranych większościowo) w zakresie wyników monitoringu sieci obywatelskiej „OPORA”.
Wiceprzewodniczący Komisji ds. Organizacji Władzy Państwowej, Samorządu Lokalnego, Rozwoju Regionalnego i Rozwoju Miast w Radzie Najwyższej Ukrainy IX kadencji (od 29 sierpnia 2019 r.).

## Działalność publiczna
Należał do Młodzieżowego Kongresu Nacjonalistycznego, w latach 2001–2005 był przewodniczącym organizacji wołyńskiej, a od 2002 do 2005 r. był wiceprzewodniczącym organizacji ogólnoukraińskiej. W latach 2005–2013 był prezesem Ogólnoukraińskiej Młodzieżowej Organizacji Pozarządowej “„Sojusz Narodowy”.
W dniu 22 kwietnia 2015 r. założył Fundację Ihora Huzia „Przyburze”, która działa na terenie rejonów iwanickiego, włodzimierz-wołyńskiego, lubomylskiego oraz miast Nowowołyńsk i Włodzimierz-Wołyński. Fundacja była zaangażowana w różne działania na terytorium Przyburza, a także wspiera działalność różnych środowisk: uczestników ATO, organizacji pozarządowych dla dzieci ze specjalnymi potrzebami, spółdzielni mieszkaniowych, kreatywnej młodzieży itp.
11 kwietnia 2016 r. z inicjatywy deputowanego Ihora Huzia Stowarzyszenie Samorządu Lokalnego „Przyburze” rozpoczęło swoją działalność. Głównym celem Stowarzyszenia jest promowanie aktywnego wdrażania reformy decentralizacji, a także zintensyfikowanie współpracy międzynarodowej ukraińskich organów samorządu lokalnego z różnymi społecznościami zagranicznymi. Jednocześnie podpisano protokół intencyjny między Stowarzyszeniem Samorządu Lokalnego „Przyburze” a Związkiem Gmin Lubelskich.

## Zainteresowania
Lubi biegać i pływać, w tym na duże odległości. 22 sierpnia 2012 r. w ramach kampanii „Ratujmy Świteź”, której celem było zwrócenie uwagi publiczności na problem budowania kopalni Hotisławskiej ze strony Białorusi, Ihor Huź przepłynął największe z jezior szackich - Świteź.
20 sierpnia 2016 r. Ihor Huź wraz ze swoim sojusznikiem Walerym Makarukiem przepłynął wzdłuż Świtezi, upamiętniając 25 rocznicę Niepodległości Ukrainy.
W celu promowania zdrowego stylu życia 26 sierpnia 2017 r. po raz pierwszy na Wołyniu odbyły się zawody cross-triathlonowe (sprint) we wsi Smidyn rejonu starowyżowskiego, w których wzięło udział 81 sportowców z całej Ukrainy.
W listopadzie 2019 r. przeszedł trochę więcej, niż za 1 dobę, 100 kilometrów bez jedzenia i snu w ramach akcji #pohod100.

## Inicjatywy

### Festiwal „Bandersztat”
W 2007 roku po raz pierwszy zainicjował ogólnoukraiński festiwal „Bandersztat”. Dziś wydarzenie to jest wizytówką Wołynia. Jest to bezalkoholowy, rodzinny, o przytulnej atmosferze festiwal patriotyczny, wzbogacony muzyką intelektualną. Bandersztat to jedyny trzydniowy festiwal muzyczny na Ukrainie, który w 2019 roku odbył się po raz trzynasty.
Liczba odwiedzających rośnie każdego roku. Tylko w 2019 roku 2213 kombatantów wzięło udział w festiwalu gratis. Około 600 dzieci w wieku poniżej 12 lat w towarzystwie dorosłych również odwiedziło Bandersztat. Geografia festiwalu obejmuje 7 krajów: większość gości pochodzi z USA, Zjednoczonych Emiratów Arabskich, Izraela, Francji, Polski i Białorusi. Festiwal stał się nawet przedmiotem rosyjskiej propagandy. Jako przewodniczący komitetu organizacyjnego Ihor jest przekonany, że głównym zadaniem festiwalu jest przekazywanie informacji o Banderze, UPA i ideologii ukraińskiego nacjonalizmu w najnowszym formacie.

### Festiwal „Książęcy”
W 2017 r. założył dwudniowy festiwal historyczno-kulturalny „Książęcy” na terytorium wsi Zarzecze w rejonie włodzimierz-wołyńskim. Wydarzenie ma na celu ożywienie potencjału turystycznego regionu, promowanie wysokiej jakości muzyki, rozmów literackich, odtworzyć epokę książęcą, kulturę tamtych czasów, rzemiosło i życie codzienne. Ponadto, zgodnie z decyzją organizatorów, jest wolny od alkoholu i ma na celu promowanie zdrowego stylu życia. W 2017 i 2018 roku odwiedza to wydarzenie 9 000 osób. W 2019 r. festiwal odwiedziła rekordowa liczba osób - 10500.

### Polissia Challenge Cup
Po raz pierwszy w 2017 roku, z inicjatywy Ihora Huzia na polesiu wołyńskim zaczęły się zawody z cross-triathlonu „Polissia Challenge Cup”. 81 uczestników z całej Ukrainy i ich trenerzy przybyli na Wołyń, aby wziąć udział w wydarzeniu. Zawodowi sportowcy, biznesmeni, urzędnicy i ludzie prowadzący zdrowy tryb życia i uprawiający sport pokazali swoją siłę i wytrzymałość na autostradzie biegnącej przez trzy wołyńskie miejscowości: Somyn, Łuków i Smidyn.
Mistrzostwa Ukrainy w cross-triathlonie w 2019 roku odbywają się po raz trzeci. Wzięło w nich udział prawie 120 sportowców z różnych regionów Ukrainy, a nawet innych krajów.

## Wyróżnienia
Przyznana przez Gabinet Ministrów Ukrainy Nagroda za szczególne osiągnięcia młodzieży w rozbudowie Ukrainy (2005).